# Гранин, Юрий Дмитриевич
Ю́рий Дми́триевич Гра́нин (29 августа 1950, Норильск) — советский и российский философ и журналист. Доктор философских наук, профессор. Профессор и заведующий кафедрой «История и философия науки» ФГБОУ ДПО «Академия медиаиндустрии» (Институт повышения квалификации работников телевидения и радиовещания). Ведущий научный сотрудник института философии РАН

## Биография
В 1975 году окончил историко-филологический факультет Тульский государственный педагогический институт имени Л. Н. Толстого.
Окончил аспирантуру по кафедре философии гуманитарных факультетов МГУ имени М. В. Ломоносова.
В 2008 году в Институте философии РАН защитил диссертацию на соискание учёной степени доктора философских наук по теме «Глобализация и национализм: история и современность. Социально-философский анализ».

## Основные идеи
С 1996 года исследует философские основания и исследовательские парадигмы конкурирующих в социальных науках концепций сущности, происхождения и эволюции глобализации, наций, национальных государств и национализма, выявляет их методологические преимущества и недостатки.
Это позволило ему выдвинуть и обосновать гипотезу о каузальной связи глобализации как мегатенденции всемирной истории, её «второй волны» со становлением и развитием наций, национальных государств и национализма в XVII—XX веках. Соответственно, формирование национальных государств и наций были интерпретированы им как моменты всемирно-исторического процесса глобализации.
В настоящее время, считает Гранин, глобализация и национализм взаимно определяют друг друга. Будучи в значительной мере «превращенной формой» национализма стран «первого мира», нынешняя волна глобализации порождает национализм в странах «второго», «третьего» и «четвертого» миров, препятствующий её распространению в формах «вестернизации» и «культурной гибридизации». В свою очередь эта националистическая контртенденция стимулирует появление новых форм глобализации на базе национальных концепций (программ) модернизации и использования католических, исламских и других «цивилизационных» ценностей. Автор десяти монографий и 150 статей, посвященных проблемам науки, глобализации, наций и национализма.

## Научные труды
Монографии:
1. Гранин Ю. Д. Нации, национализм и федерализм. Опыт философско-методологического исследования. — Калуга: 2002. — 226 с.
2. Гранин Ю. Д. Этносы, национальное государство и формирование российской нации. — М.: ИФ РАН, 2007. — 167с.
3. Гранин Ю. Д., Мариносян Х. Э. Глобализация, нации и национализм. — М.: Гуманитарий, 2010. — 430 с.
4. Гранин Ю. Д. История и философия науки. Курс лекций для аспирантов. — Саабрюкен: Lap Lambert, 2012. — 296 с.
5. Гранин Ю. Д. Глобализация, нации и национализм. История и современность. — М.: Медиаиндустрия, 2013. — 282 с.
6. Гранин Ю. Д. Национальное государство в глобализирующемся мире. Социально-философский анализ. — М.: Медиаиндустрия, 2014. — 362 с.
7. Гранин Ю. Д. Национальное государство. Прошлое. Настоящее. Будущее. — СПб: Экспертные решения, 2014. — 240 с.
8. Гранин Ю. Д. Нации и национализм. Теория и история. — М.: Медиаиндустрия, 2016. — 280 с.
9. Гранин Ю. Д. Эволюция науки и её философские осмысления. — М.: Академия медиаиндустрии, 2017. — 262 с.
10. Гранин Ю. Д. Государство в новое и новейшее время. — М.: Академия медиаиндустрии, 2020—347 с.
11. Гранин Ю. Д. Государство модерна. Национальный и социальный векторы эволюции. — М.: Академический проект, 2021. — 371 с.

Основные статьи:
1. Гранин Ю.Д. О гносеологическом статусе понятия "оценка" // Вопросы философии. — 1987. — № 6.
2. Гранин Ю.Д. Профессиональная и "реальная" философия: проблемы и перспективы взаимодействия // Вопросы философии. — 1988. — № 3.
3. Гранин Ю.Д. Марксизм: утопия или научный проект // Философские науки. — 1991. — № 3.
4. Гранин Ю.Д. Другой Маркс // Свободная мысль. — 1993. — № 6.
5. Гранин Ю.Д. Россия в глобальном мире // Высшее образование в России. — 1999. — № 5.
6. Гранин Ю.Д. Что впереди? Мировая глобализация и Россия // Свободная мысль. — 1999. — № 9.
7. Гранин Ю.Д. Национальное государство и самоопределение наций // Свободная мысль. — 2003. — № 9.
8. Гранин Ю.Д. Глобализация и национализм // Философские науки. — 2006. — № 7.
9. Гранин Ю.Д. Глобализация и национальные формы глобализационных стратегий // Философские науки. — 2007. — № 9.
10. Гранин Ю.Д. Что такое "глобализация"? // Высшее образование в России. — 2007. — № 10.
11. Гранин Ю.Д. "Глобализация" или "вестернизация"? // Вопросы философии. — 2008. — № 2.
12. Гранин Ю.Д. "Глобальное гражданство" или "глобальная этика"? // Философские науки. — 2008. — № 10.
13. Гранин Ю.Д. Расцвет и закат империй // Вестник РАН. — 2009. — Т. 79, № 6.
14. Гранин Ю.Д. Интеллигенция и национализм // Свободная мысль. — 2009. — № 8.
15. Гранин Ю.Д. Национализм и интеллигенция // Вестник РАН. — 2010. — Т. 80, № 2.
16. Гранин Ю.Д. Комплексная концепция человека в философии И.Т. Фролова // Человек. — 2010. — № 4.
17. Гранин Ю.Д. Многомерный человек: пути исследования // Человек. — 2010. — № 6.
18. Гранин Ю.Д. Станет ли Россия "национальным государством"? // Вопросы философии. — 2011. — № 1.
19. Гранин Ю. Д. России нужен «официальный национализм» // Вестник РАН. — 2011.- Т.81. — № 8.
20. Гранин Ю. Д. Мифы и заблуждения в исследовании империи и национализма // Вопросы философии. — 2012. — № 3.
21. Гранин Ю. Д. Расцвет и закат империй. США и Россия // Вестник электронных и печатных СМИ. — 2012. — № 4 (19).
22. Гранин Ю. Д. Вызовы национальной идентичности в эпоху глобальных трансформаций // Новое в психолого-педагогических исследованиях. — 2013. — № 1(29).
23. Гранин Ю. Д. Формирование российской нации: коммуникативный аспект // Журналист. Социальные коммуникации. — 2013. — № 3 (11).
24. Гранин Юрий. «Глобализация» или «вестернизация»? // Свободная мысль. — 2013. — № 1/2
25. Гранин Ю.Д. Роль масс-медиа в формировании российской нации // СМИ как катализатор социокультурных процессов в современной России. М:. Медиаиндустрия 2013. С. 84-107.
26. Гранин Ю. Д. Сохранятся ли «национальные государства» в XXI веке? // Свободная мысль. 2015. № 2 (1650). С. 65-80.
27. Гранин Ю. Д. Глобализация: эрозия национальной идентичности // Век глобализации. 2015. № 1. С. 142—153.
28. Гранин Ю. Д. Социально-философская интерпретация национализма, его видов и исторических форм // Вопросы философии и психологии. 2015. № 2. с. 56-66.
29. Гранин Ю. Д. В тисках «догоняющей модернизации» // Журналист. Социальные коммуникации. 2015. № 1-2. С. 32-45.
30. Гранин Ю. Д. «Нация» и «этнос»: эволюция подходов и интерпретаций в философии и науке XVIII—XX столетий // Вопросы философии. 2015. № 7. С. 5-16.
31. Гранин Ю. Д. Феномен «новой журналистики» и трансформация российского телевидения // Личность. Культура. Общество. 2015. Т.17. № 1-2 (85-86) С. 174—184.
32. Гранин Ю. Д. Национальная идентичность в глобализирующемся мире // Вестник РАН. 2015. Т. 85. № 9. С. 805—811.
33. Гранин Ю. Д. Научное познание и оценка // Международный научно-исследовательский журнал. № 8 (39). Часть 4. Сентябрь. 2015. С. 85-88.
34. Гранин Ю. Д. Парадигма «стратегического релятивизма» и исчезновение «групп» // Известия Российской академии образования. 2015. № 3(35), июль-сентябрь. С. 22-27.
35. Гранин Ю. Д. Национальное государство в эпоху постмодерна: угрозы и перспективы // Перспективы. Электронный журнал. 2015. № 3. С. 5-19.
36. Гранин Ю. Д. Ценность и оценка в научном познании // Вопросы философии и психологии. 2015. Т. № 6. С. 250—261.
37. Гранин Ю. Д. Интеллигенция как фактор национализма // Журналист. Социальные коммуникации. 2016. № 1-2. С. 3-20.
38. Гранин Ю. Д. Научное познание: аксиологическое измерение // Известия Российской академии образования. 2016. № 1 (37), январь-март. С. 14-29.
39. Гранин Ю. Д. Россия в сценариях глобального развития // Свободная Мысль. 2016. № 4. С. 137—150.
40. Гранин Ю. Д. «Расовый реализм» и проблема расовой интеграции в современном мире // Вестник Тверского университета. Сер. Философия. 2016. № 4. С. 59-70.